# Mamoea inornata
Mamoea inornata is een spinnensoort uit de familie Desidae. De soort komt voor in Nieuw-Zeeland.